# おねがい!マスカット
『おねがい!マスカット』は、テレビ大阪が配信し、テレビ東京系列ほかで放送されていた深夜バラエティ番組である。通称および略称は「おねマス」。テレビ東京では2008年4月7日から2009年3月30日まで、毎週月曜 26:00 - 26:30に放送。

## 番組概要
- 深夜をスカッとさせるストレス発散バラエティ番組。
- 後に続く「マスカット」シリーズの第1弾として放送開始。
- 製作著作名義はプラスミック・シーエフピー。テレビ大阪とテレビ東京ではプラスミック・シーエフピー制作のインフォマーシャルで放送されているが、地方局では費用対効果の兼合いから提供スポンサーに付かず、別のスポットCMで放送されており、代わりに他の企業のCMか、他の番組宣伝が放送されていた。
- 収録は東京のヴイ・ビジョンスタジオで行なわれていた。
- 第7回の放送からパステルカラーのキャミソール（ピンク、黄色、水色、白色）を衣装としており、パステルカラーの衣装コンセプトは後々のマスカットシリーズにも引き継がれている。
- 番組は2009年3月31日放送分をもって終了。同年4月からは『おねだり!!マスカット』と題して放送された。
- DVDの特典映像で、川村りかが「この番組で笑う際に後ろを向いたりする癖がつき、プライベートでもその癖が出てしまう」と語っており、他のメンバーも同じ意見だった。
- 総合演出のマッコイ斎藤が当番組以前に担当していた『Neo Happy系教育テレビ』『DIVA』『淀川★キャデラック』とは当シリーズは直接的な繋がりはなく『夜の夕やけニャンニャン』を目標としていた。

## 出演者

### 番組MC
- 小木博明、矢作兼（おぎやはぎ）

### 番組アシスタントMC
- 大久保佳代子（オアシズ）※スカットテレフォンゲストとしての出演もある。

### 番組アシスタントMC代理
- ピエール瀧（電気グルーヴ）（第29回、第30回）

### 恵比寿マスカッツ
番組外活動に関しては恵比寿マスカッツを参照。
- 蒼井そら、麻美ゆま、小川あさ美、かすみりさ、佐山愛、西野翔、初音みのり、藤浦めぐ、みひろ、恵けい、吉沢明歩、Rio、安藤あいか、川村りか、KONAN

中途降板者
- 小澤マリア、若杉夏希、くるみひな、夏実かほ、モカ、桃瀬えみる、あのあるる、杉原桃花、Ami、花園うらら、水玉レモン、片岡さき、庄司ゆうこ

### スカットテレフォンゲスト
- 安西義裕(プロデューサー、ガッツエンターテイメント副社長)、光浦靖子、有吉弘行、岑京志郎（ホスト）、ノッチ、鈴木拓、田中卓志、クロちゃん、日村勇紀、カンニング竹山、山里亮太、三又又三、伊達みきお、黒沢かずこ

### その他ゲスト(スタッフ以外)
- ブリッジ担当の田向さん（おしえろマスカッツ）、Mr.ウェイン(おしえてマスカッツ)、おもだか秋子（民謡歌手・スカット友達王決定戦）、増本庄一郎（夏休み自由研究発表）、アレクサンダー大塚(スカットテレフォン)、葉月しの（スカット傷心歌謡祭）、安永梢（スカット傷心歌謡祭）、高橋健（スカット傷心歌謡祭）、木村良純（スカット傷心歌謡祭）、岡本直子（スカット傷心歌謡祭）、平倉有二（スカット傷心歌謡祭）、風子(マスカットこれ見て合戦)、山内崇（360°モンキーズ）(麻美と蒼井を泣かせたら賞金2万円)、中島晴雄（勇気をあげるソング選手権）、林真（勇気をあげるソング選手権）、青山陽子（勇気をあげるソング選手権）、葉月パル（麻美と蒼井と小川を泣かせたら賞金10万円 ）、美術担当の本間さん(クイズ庄司ゆうこ)

## コーナー
- スカットソング
マスカッツがダンスと歌を紹介したコーナー。
おぎやはぎが司会、大久保がゲストとなり、マスカッツが歌・ダンスを披露した後、おぎやはぎと大久保が登場しマスカッツと一コントをした。途中大久保がパフォーマンスをすることもあった。第20回、22回以降の放送では普段の2曲から1曲に減らして放送した（第35回では1曲も流れなかった）。
- おしえろマスカッツ（おしえてマスカッツ）
マスカッツのアンケートの真偽を明らかにしたコーナー。
マスカッツ達に極秘に行ったアンケートにウソ偽りが無いか、スタジオで公開チェックさせた。
- スカットテレフォン（スカットホラーテレフォン）
マスカッツがお笑い芸人・番組プロデューサーへ生電話をするコーナー。
恵比寿マスカッツが悩みを抱える相談者に代わり、今一番悩まされている相手に生電話した。
- スカット友達王決定戦
マスカッツメンバーが友達自慢をして、どちらのメンバーの友人が人間として優れているのかをチェックさせるコーナー。
- スカットニュース
恵比寿マスカッツのブログや雑誌、その他媒体の仕事の中からスカッとしない発言や行動をニュースとして取り上げていた。
おぎやはぎが司会となり、マスカッツ・大久保に注意・警告していた。
- マスカット総選挙
まとまりのないメンバーからやさしさを持つ1名を真のリーダーとするコーナー。
- くるみひなのおすすめスイーツ紹介
おすすめスイーツを紹介するコーナーだが、小木からほかの番組のようにやらなくてもいいと突っ込まれてしまう。
- スカットメジャーリーグ
メンバーを「メジャー」と「マイナー」の2つのグループに分けるコーナー。
- 麻美ゆまの炊き出し
スタッフに豚汁をふるまう麻美だが、スタジオ内は火気厳禁であることを聞いておぎやはぎは麻美の服に豚汁の汁をかけてしまった。
- 西園桃子のプレゼンコーナー
企画を提案する西園だが内容が淡泊すぎて小木やスタッフ等から無視される始末となったコーナー。
- 自由契約庄司ゆうこプロデューサーに最終交渉
メンバーとして残らせてほしいと懇願している庄司だが、プロデューサーではなくその他のスタッフであるというオチのコーナー。
- 小川あさ美の歌泥棒
吉沢、Rioが歌う歌を小川がそれを遮って歌おうとするコーナー。それを辞めない小川に対してRioがこれを「歌泥棒」というんだよと注意されるオチであった。
- 安藤あいかの貧乏くさい女(安藤あいかの愛の水中花）
ポッケの中に物を入れた安藤が小木から、その行為が貧乏くさいと指摘されたという特徴を描くコーナー。また、愛の水中花の曲に合わせて「これも『あいか』」とノリノリに歌って小木から突っ込まれるということもあった。すっぴん姿で一人で踊るということもあった。
- スカット(秋の)小木恋愛専門学校(夏期講習)
マスカッツの恋愛に関するアンケートを基に恋のタイプを診断する。
- 今日の蒼井そら
業界用語を知ったかぶりに話す蒼井にスタッフに間違いを指摘され落ち込む姿を描いたコーナー。最近格闘技を習い始めてスタッフに実力を見せたが逆にやられたこともあった。
- 小木のパイ母ちゃん
暑い日の目覚めもスカット可愛く起きなければならないコーナー。可愛く起きなければ小木からパイ投げの洗礼を受けなければならない。
- 片岡さきの文学を読む
作家の文学を読んでいる最中小木からこのコーナーをどう思ったかと問われ「特にありません」といい小木から突っ込まれるというオチのコーナー。
- サマーフェスティバル　in summer 2008年夏
マスカッツメンバーの暑い夏を感じさせるようなショーを繰り広げるコーナー。
- 爽やかサイダークイーンコンテスト
夏にぴったりのサイダーを夏女のマスカッツが飲み干すコーナー。
- 初音みのりの猪木塾
初音がスタッフに気合のためにビンタを見舞うが、それを見た川村が初音とどちらが猪木なのかと言い争うコーナー。ついにあきれた矢作が「2人とも猪木ではない」と諫めるが、初音は納得せず挙句の果てには矢作を呼び捨てにしてビンタを食らわせた（初音も矢作からビンタを受けている）。
- 夏休み自由研究発表
自由研究とうたって、マスカッツメンバーの隠し撮りが行われたドッキリ企画。
- 名探偵KONAN
KONANが名探偵のごとく犯人探しをするコーナー。挙句の果てに犯人探しにさじを投げてしまった。
- みひろのエロ川柳
みひろが川柳を読むコーナー。読む句に時折ちんこがはいっていることが特徴であった。
- スカット怖い話選手権
マスカッツが本当に体験した恐ろしい恐怖体験を語るコーナー。3人一組で挑戦し、怖くなかった場合は強制終了させられる。2人は効果音、1人は語り手として参加する。
- スカット芸術鑑賞会
マスカッツが描いた芸術品を鑑賞しスカッとしようというコーナー。描いた作品がひどい場合はお清めが待っている。
- NEWS Rio
Rioがメインキャスター、大久保(第35、36回は小木)が番組のご意見番となり、恵比寿マスカッツメンバーの近況を報告するコーナー。時折Rioが早口言葉を言わされて苦戦することもある。
- スカット傷心歌謡祭
失恋や失敗で心に傷を負った人々をマスカッツメンバーが歌で癒してスカッとさせるというコーナー。うまく歌えなかった場合は強制終了となる。
- 吉沢明歩のファンシー朗読
吉沢明歩が自叙伝などの著書の一部を朗読したコーナーの一つ。
吉沢が有名な書籍を朗読した後、ファンシーなコメントをした。
- マスカッツ（おぎやはぎ）の噂はホントか？ウソか？
マスカッツにあった噂の真偽を求めたコーナー。
マスカッツの噂を紹介し、マスカッツが真相を明らかにした。蒼井と初音が司会を務めたおぎやはぎの噂の真相のコーナーも放送。おぎやはぎの噂を検証しスカッとするコーナーである。
- スカッと泣ける（恋の）話選手権
マスカッツの本当にあった泣ける体験談（恋の話）でスカッと涙を流そうというコーナー。
3人一組で挑戦し、泣けない場合は強制終了させられる。2人は効果音、1人は語り手として参加する。
- ピエール瀧さん歓迎会
メンバーが過去のマスカッツの企画を披露するコーナー。
- 蒼井そらのダメ出しドキュメント
マスカッツリーダー蒼井そらのドキュメンタリー番組パロディコント。
蒼井が収録中気になった言動・行動をとったマスカットメンバー(西野、Rio、かすみ、KONAN、安藤、みひろ、吉沢）に、収録後ダメ出しをする姿の一部始終をドキュメンタリー風に演じていた。
- スカットお清め裁判
マスカッツの罪状（問題）を判決し、お清めしたコーナー。
矢作が司会、小木が裁判官、番組スタッフが巫女となり、マスカッツの中で、問題あるメンバーを被告人となりその罪状を求めた。
- スカット年間ランキング決定戦
番組スタッフが投票し「マスカッツ年間ランキング」を発表。
- 2009年マスカット紅白歌合戦
『NHK紅白歌合戦』の音楽番組パロディコント。
司会は矢作と吉沢。紅組キャプテン大久保、白組キャプテン小木、マスカッツは紅白2つのチームに分かれ、番組スタッフが審判した。優勝チームの白組にはトロフィーと金一封が贈呈された。
- 紅組：麻美、西野、庄司、みひろ、恵、KONAN、川村　　白組：蒼井、小川、初音、安藤、藤浦、かすみ、Rio
- 今夜も馬の鹿が踊ってる
小川がダンスを披露しながら問題に答えるコーナー。
小川がダンサーおよび回答者となり、ビヨンセの楽曲「クレイジー・イン・ラブ」にノッて踊っている最中に出題された問題（馬の鹿に問題）に答えた。
- 麻美と（蒼井）と（小川）を泣かせたら賞金1→2→10万円
どんな方法でもスカッと泣かせることができたら、賞金がもらえるコーナー。
- マスカットコレ見て合戦
マスカッツの最新持ちネタ2択をプレゼンし、その中から見たいネタを1つ選択。得票数の多いネタが披露することができるコーナー。
- 勇気をあげるソング選手権
勇気を出してほしい人たちをマスカッツが歌で勇気づけてあげるコーナー。
- 春のセンバツかわいい甲子園
イニングごとにお題にそってかわいい表現を競うコーナー。かわいい=ホームラン(1点)、かわいくない＝アウト(0点)、3アウト3イニング制で行われ、点数が多いほうが勝ちとなる。
- クイズ庄司ゆうこ
庄司ゆうこに2週間ドッキリを決行、隠しカメラから庄司の言動について出題されるコーナー。

## DVD
- おねがい!マスカット アハハ編（2009年12月2日、ポニーキャニオン）
  - スカットテレフォン、爽やかサイダークイーンコンテスト、かわいい甲子園、スカットメジャーリーグ、スカット小木恋愛専門学校、スカットニュース、明歩のファンシー朗読、スカットソング

→特典：私服でトーク(Rio、麻美、初音、小川、恵、藤浦、川村、KONAN）
- おねがい!マスカット ウフフ編（2010年1月6日、ポニーキャニオン）
  - スカットテレフォン、マスカッツの噂はホントかウソか、かわいい甲子園、スカット芸術鑑賞会、蒼井そらのダメ出しドキュメント、スカットお清め裁判、NEWS　Rio、ジャンクション(メンバーのコーナー)、スカットソング

→特典：私服でトーク(蒼井、吉沢、みひろ、西野、かすみ、佐山、安藤）

## スタッフ
- 総合演出：マッコイ斉藤
- 総合プロデューサー：町田晋
- 構成：佐藤俊明、山越和宏、鈴木工務店
- ナレーター：富沢美智恵
- CAM：秋山勇人(アキヤマ)
- VE：高木稔
- 音声：森田篤
- 照明：石井健治
- 美術：小林慎典
- スチール：小島マサヒロ
- メイク：藤本麗（BB.club　TOKYO TEAM）、西村恵、川又梓（MARVEE）
- スタイリスト：上野真穂（アップワード）
- 振り付け：R2 CREATIVE RYONRYON
- 編集：増田直人(一時離脱時期あり)
- MA：阿世知貴彦
- 音効：石見知哉
- AP：二階堂恵(二階堂角煮、お味噌の二階堂、お肉の二階堂、マグロの二階堂、ちゃんこの二階堂、お仏壇の二階堂、カス汁二階堂、肉布団の二階堂、ごっちゃん二階堂、二階堂朋身、特売二階堂、とんこつ二階堂、手前味噌二階堂、下痢気味二階堂、溺れた二階堂、泣き虫二階堂、四番サード二階堂)
- AD：村上隼人(村上スイカ)
- ディレクター：阿部さちよ
- 企画：鳥塚恵介（ADEX）、ホルモン道JOE（テレビ大阪）
- 広報：御代田敬子（ADEX）
- スーパーバイザー：仁同正明（テレビ大阪）
- プロデューサー：小林岳夫（PLUSMIC CFP）、矢部純一（ADEX）
- 協力：ニユーテレス、プログレッソ、TRIBE LTD.、The TUBE
- 衣裳協力：Ｐ.Ｓ.Ｆ.Ａ　Platinum
- 制作協力：SHO-GUN
- 制作著作：PLUSMIC CFP、テレビ大阪（番組配信局）

### 過去のスタッフ
- ナレーター：島根さだよし、鈴木詔子
- ダンス：ぁすぴ、ゆーきゃん（R2 CREATIVE RYONRYON）
- タイトルロゴ：アイヴリックスタジオ
- メイク：SHOCO、谷本千穂、田口カナ、鈴木佐知、佐伯美代子、山本仁美、山科美佳、久野友子、長縄希穂、木村真弓、田村小春、佐野美穂子、天野良美、島貫香菜子（MARVEE)、佐藤育子（DEXI)
- スタイリスト：Ｍｉｕｒａ.（三浦一樹）、ＨＩＴＯＭＩ、bebe(藤井エヴィ)（BB.club　TOKYO TEAM）
- 編集：原健一郎(一時離脱時期あり)
- AD：菊池ピン子
- 企画：古川陽介＜ふるふる（ようちゅけ）＞（テレビ大阪）
- 協力：Sopic
- 衣裳協力：ＰＡＺＺＯcollection、*ＣOR ＢLIMEY!、ｒｉｅｎｄａ、liddelu、ａｍｏｕｒｅｕｓｅ、C.C　CROSS、MAJORENA、Ristty、ＤＭＧ+Ｓ、ｎＡＶＡｎＡ、ＦＡＫＥａ、Junky、SPECIAL、2ｎｄ-ＢＯＯＭ、OMNIGOD、Domingo　co.,ltd、ＣＡ→ｔｉ、k boutique by twenty karat、k　boutique by 20k、Ｐ.Ｓ.Ｆ.Ａ｛perfect suit Factory｝、HOBY、Ｄ・Ｏ　Daisy、Ｔwenty Ｋarat

## 放送局
| 放送地域       | 放送局           | 系列           | 放送日時                              | 放送開始日                        | 備考                |
| -------------- | ---------------- | -------------- | ------------------------------------- | --------------------------------- | ------------------- |
| 大阪府         | テレビ大阪       | テレビ東京系列 | 火曜 25:00 - 25:30                    | 2008年4月8日                      | 番組配信局          |
| 関東広域圏     | テレビ東京       | テレビ東京系列 | 月曜 26:45 - 27:15 月曜 26:00 - 26:30 | 2008年4月7日 - 9月 2008年10月以降 | 1日先行             |
| 愛知県         | テレビ愛知       | テレビ東京系列 | 日曜 25:22 - 25:52                    | 2008年4月13日                     | 5日遅れ             |
| 北海道         | テレビ北海道     | テレビ東京系列 | 火曜 25:30 - 26:00                    | 2008年7月8日                      | 第2クール分から放送 |
| 岡山県・香川県 | テレビせとうち   | テレビ東京系列 | 金曜 26:13 - 26:43                    | 2008年7月11日                     | 第2クール分から放送 |
| 福岡県         | TVQ九州放送      | テレビ東京系列 | 土曜 25:40 - 26:10                    | 2008年7月12日                     | 第2クール分から放送 |
| 石川県         | 石川テレビ放送   | フジテレビ系列 | 火曜 26:15 - 26:45                    | 2008年10月7日                     | 1週遅れ             |
| 鹿児島県       | 鹿児島テレビ放送 | フジテレビ系列 | 土曜 25:05 - 25:35                    | 2008年11月1日                     |                     |
| 熊本県         | テレビ熊本       | フジテレビ系列 | 火曜 25:35 - 26:05                    | 2008年11月4日                     |                     |
| 長野県         | 長野放送         | フジテレビ系列 | 土曜 26:35 - 27:05                    | 2008年11月22日                    |                     |
| 三重県         | 三重テレビ放送   | 独立系         | 水曜 24:20 - 24:50                    | 2009年1月7日                      |                     |